# البطولات الأسترالية 1950 (كرة مضرب)
هنا قائمة بالبطولات الأسترالية لكرة المضرب, المعروفة الآن باسم أستراليا المفتوحة لسنة 1950:

## الكبار

### فردي رجال
فرانك سيدجمان هزم  كين ماكغريغور 6-3 6-4 4-6 6-1

### فردي سيدات
لويس بوره كلاب هزم  دوريس هارت 6-4, 3-6, 6-4